# یورگن ماونه
یورگن ماونه (آلمانی: Jürgen Maune؛ زادهٔ ۷ ژوئن ۱۹۴۷) بازیکن والیبال اهل آلمان شرقی بود.